# Dragon's Keep (jeu vidéo)
Dragon's Keep est un jeu vidéo d’aventure éducatif écrit par Mike MacChesney, programmé par Al Lowe et publié par Sierra On-Line en 1982 sur Apple II avant d’être porté sur Atari 8-bit. Le jeu s’adresse à des enfants de sept ans et vise à les aider à développer leur niveau de compréhension écrite et de lecture d’une carte. Le jeu se déroule à l’intérieur et autour d’une petite maison de banlieue. L’objectif est de retrouver et de délivrer seize animaux maintenus en captivité par un dragon. Chaque scène du jeu est illustrer à l’écran et permet au joueur de choisir une action en choisissant une des phrases affichées en bas de l’écran,. Outre la disquette du programme, le jeu contient un manuel à destination des parents du joueur, une carte de la maison et de ses alentours et seize autocollants représentant les animaux à délivrer,.